# 理查德·达克特
理查德·路易斯·达克特（英語：Richard Louis Duckett，1885年1月30日—1972年7月19日），生于蒙特利尔，加拿大男子棍网球运动员。他曾代表加拿大参加1908年夏季奥林匹克运动会棍网球比赛，获得一枚金牌。